# 시부야 도루
시부야 도루(일본어: 渋谷 通, 1951년 5월 14일 ~ )는 일본의 전 프로 야구 선수이다. 야마가타현 사카타시 출신이며 현역 시절 포지션은 내야수, 외야수였다.

## 인물
헤이안 고등학교 시절이던 1968년 춘계 선발 대회(제40회 선발 고등학교 야구 대회) 이래 4차례에 걸쳐 주전 1루수로서 고시엔 구장 땅을 밟았고, 1968년 선발 대회와 같은 해 하계 선수권 대회(제50회 전국 고등학교 야구 선수권 대회)에서 모두 사이타마현 대표팀인 오미야 공업고등학교(선발 대회에서는 첫 출전으로 우승을 이뤘다)를 상대했지만 패했다.
이듬해 선발 대회(제41회 선발 고등학교 야구 대회)에서 첫 상대인 미에 고등학교한테 패했다. 같은 해 여름에 개최된 게이지 대회의 결승에서는 히에이잔 고등학교의 에이스 마시바 시게쿠니의 호투에 막혀있었지만 연장 11회 접전 끝에 승리했다. 팀은 하계 선수권 대회(제51회 전국 고등학교 야구 선수권 대회) 진출을 결정지었지만 8강전에서 미사와 고등학교(아오모리현, 준우승)에게 패해 고시엔 대회에서의 우승은 무산됐다. 통산 타율은 0.360을 기록했고 고교 야구계 최고의 왼손 강타자라는 주목을 받았다. 고교의 1년 선배로는 이케다 노부오, 이시야마 가즈히데, 동기로는 가와모토 고지가 있다. 8월 말부터는 전일본 고교 선발의 일원으로 브라질·페루·미국 원정에 참가했다.
1969년 가을에 열린 드래프트 회의에서 히로시마 도요 카프로부터 2순위 지명을 받고 입단했다. 히로시마에서는 등번호 ‘1’번을 착용하여 외다리 타법과 오 사다하루의 복사본이나 다름없었지만 1루수에는 기누가사 사치오가 있어서 주로 외야수로 기용됐다. 1973년에는 외야수로서 31경기에 선발 출전했다. 하지만 팀내 외야진은 야마모토 고지와 미즈타니 지쓰오 등 실력자들만 갖춰진 터라 주전 확보에는 이르지 못했다. 선발 출전 시의 타순은 2번이나 6, 7번이었다.
1974년 시즌 종료 후 내야수 오시타 쓰요시와의 맞트레이드로 가미고우치 마코토와 함께 닛폰햄 파이터스로 이적했다. 오다 요시히토의 백업 야수이긴 했지만, 1977년에는 1루수로서 23경기에 선발 출전했다(9경기에 정찰 요원으로 기용됐다). 1980년에는 지명 타자로도 기용돼 타율 0.295의 좋은 성적을 남겼지만 그 해를 마지막으로 현역에서 은퇴했다.

## 상세 정보

### 출신 학교
- 헤이안 고등학교

### 선수 경력
- 히로시마 도요 카프(1970년 ~ 1974년)
- 닛폰햄 파이터스(1975년 ~ 1980년)

### 등번호
- 1(1970년 ~ 1974년)
- 8(1975년)
- 31(1976년 ~ 1980년)

### 연도별 타격 성적
| 연 도      | 소 속      | 경 기 | 타 석 | 타 수 | 득 점 | 안 타 | 2 루 타 | 3 루 타 | 홈 런 | 루 타 | 타 점 | 도 루 | 도 루 자 | 희 생 번 | 희 생 플 | 볼 넷 | 고 4 | 사 구 | 삼 진 | 병 살 타 | 타 율 | 출 루 율 | 장 타 율 | O P S |
| ---------- | ---------- | ----- | ----- | ----- | ----- | ----- | ------- | ------- | ----- | ----- | ----- | ----- | -------- | -------- | -------- | ----- | ---- | ----- | ----- | -------- | ----- | -------- | -------- | ----- |
| 1972년     | 히로시마   | 30    | 82    | 70    | 12    | 21    | 6       | 0       | 2     | 33    | 7     | 2     | 1        | 1        | 0        | 11    | 0    | 0     | 14    | 1        | .300  | .395     | .471     | .866  |
| 1973년     | 히로시마   | 89    | 163   | 146   | 13    | 34    | 4       | 0       | 3     | 47    | 13    | 3     | 1        | 0        | 0        | 14    | 3    | 3     | 36    | 5        | .233  | .313     | .322     | .635  |
| 1974년     | 히로시마   | 51    | 84    | 79    | 8     | 13    | 2       | 0       | 2     | 21    | 6     | 0     | 1        | 1        | 0        | 3     | 0    | 1     | 23    | 4        | .165  | .205     | .266     | .471  |
| 1975년     | 닛폰햄     | 41    | 74    | 66    | 4     | 16    | 1       | 0       | 1     | 20    | 3     | 1     | 1        | 3        | 0        | 4     | 0    | 1     | 16    | 1        | .242  | .296     | .303     | .599  |
| 1976년     | 닛폰햄     | 2     | 3     | 2     | 0     | 0     | 0       | 0       | 0     | 0     | 0     | 0     | 0        | 0        | 0        | 1     | 0    | 0     | 1     | 0        | .000  | .333     | .000     | .333  |
| 1977년     | 닛폰햄     | 61    | 123   | 108   | 15    | 25    | 2       | 1       | 3     | 38    | 14    | 0     | 0        | 0        | 0        | 12    | 1    | 3     | 28    | 0        | .231  | .325     | .352     | .677  |
| 1978년     | 닛폰햄     | 5     | 8     | 8     | 0     | 0     | 0       | 0       | 0     | 0     | 0     | 0     | 0        | 0        | 0        | 0     | 0    | 0     | 4     | 0        | .000  | .000     | .000     | .000  |
| 1980년     | 닛폰햄     | 26    | 50    | 44    | 6     | 13    | 1       | 0       | 3     | 23    | 6     | 0     | 0        | 0        | 0        | 6     | 0    | 0     | 12    | 0        | .295  | .380     | .523     | .903  |
| 통산 : 8년 | 통산 : 8년 | 305   | 587   | 523   | 58    | 122   | 16      | 1       | 14    | 182   | 49    | 6     | 4        | 5        | 0        | 51    | 4    | 8     | 134   | 11       | .233  | .311     | .348     | .659  |